# نظریه وصفی نام‌ها
نظریه وصفی نامهای خاص این است که معنا یا محتوای معنایی از یک نام خاص برابر است با توصیفاتی که گویشوران یک زبان به آن اسم نسبت می‌دهند، و مرجعشان همان شیءایست که آن توصیفات را برآورده کند. برتراند راسل و گوتلوب فرگه هردو از مدافعین نظریه وصفی شناخته می‌شوند که گاهی نظریه فرگه-راسل گفته می‌شود.
در دهه ۱۹۷۰ میلادی، این نظریه توسط نظریه پردازان عِلّی مانند سول کریپکی، هیلاری پاتنم و دیگران مورد حمله قرار گرفت. با این حال، این نظریه در سالهای اخیر و به ویژه در قالب آنچه که نظریات دو بعدی معنا نامیده می‌شوند، احیا شده‌است. نظریه اخیر، بواسطه افرادی دیوید چالمرز و دیگران شناخته می‌شود.

## یادداشت
1. ↑  See e.g. Kripke, Naming and Necessity p.29